# Andrew Lawrenceson Smith

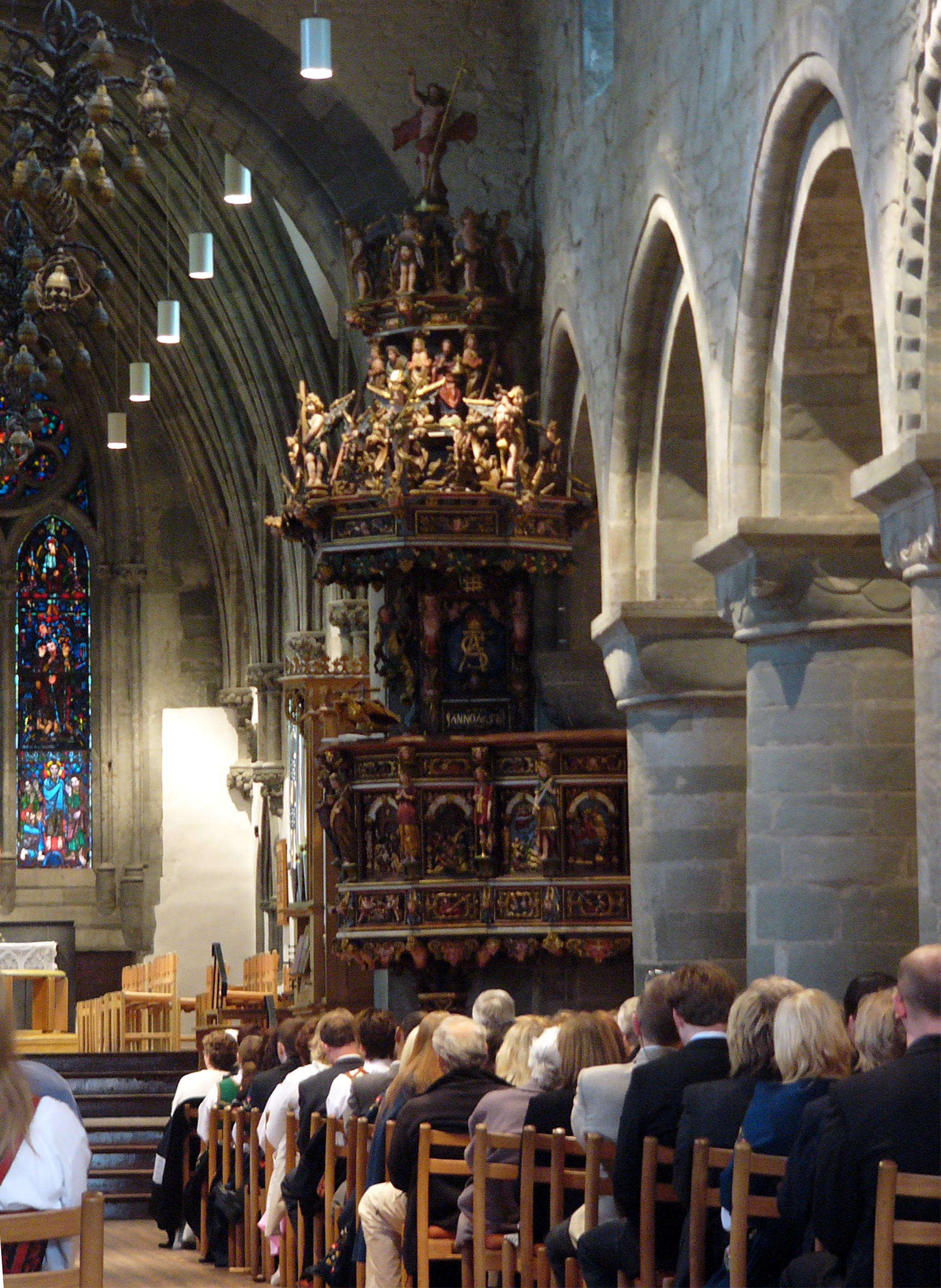
Predikstolen i Stavangers domkyrka

Andrew Lawrenceson Smith, också känd som Anders Lauritzen Smith, född omkring 1620 i Braco, död omkring 1694, var en skotsk  träskulptör och målare.
Då Anders Smith kom till Norge, bosatte han sig först i Bergen. Han arbetade där för träsnidaren Peter Negelsen. De har troligen samarbetat om utsmyckningen av Borgund kirke. Han bodde i Bergen till omkring 1650, flyttade till Stavanger 1658 och senare till Sola, där han köpte gården Hålans. 
Anders Lauritzen Smith räknas som en av de stora konstnärerna inom broskbarockstilen. På 1650-talet fick han i uppdrag att tillverka en ny predikstol för Stavangers domkyrka av landshövdingen Henrik Below. Den praktfulla predikstolen kom på plats 1658. Den räknas som Norges viktigaste barockkonstverk. Dessutom gjorde han de fem epitafier som hänger på vapenhusets väggar och i sidskeppen. Han har också gjort flera altartavlor och annan kyrkokonst i Rogaland. Stavanger Museum har en samling av hans arbeten.
Anders Lauritzen Smith var troligen gift första gången i Bergen. Han gifte om sig med Maren Knutsdatter från Sola. Han hade fyra barn.

## Bildgalleri

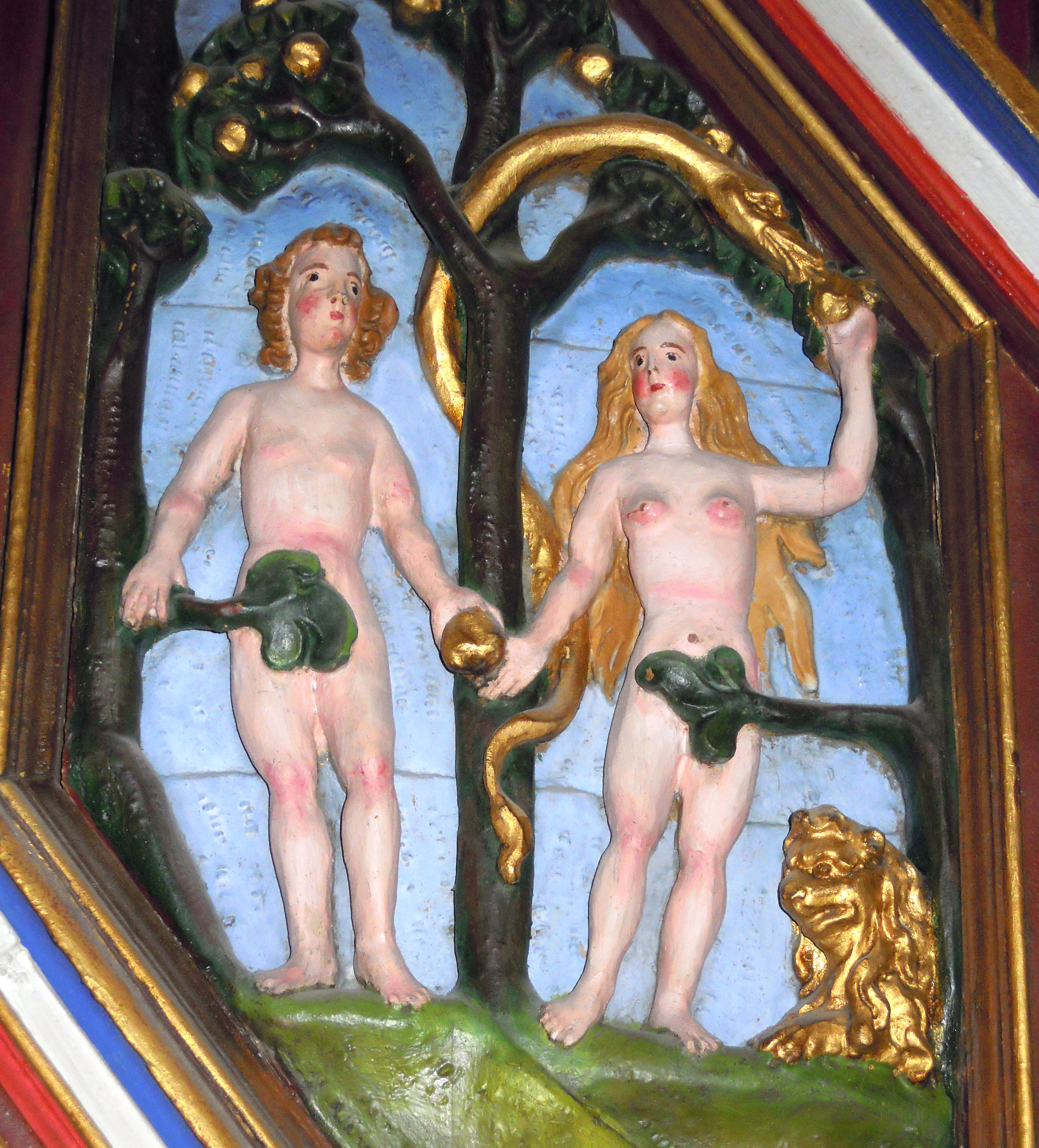
Adam och Eva i Edens lustgård, framställd i form av träfigurer i relief på predikstolen i Stavangers domkyrka
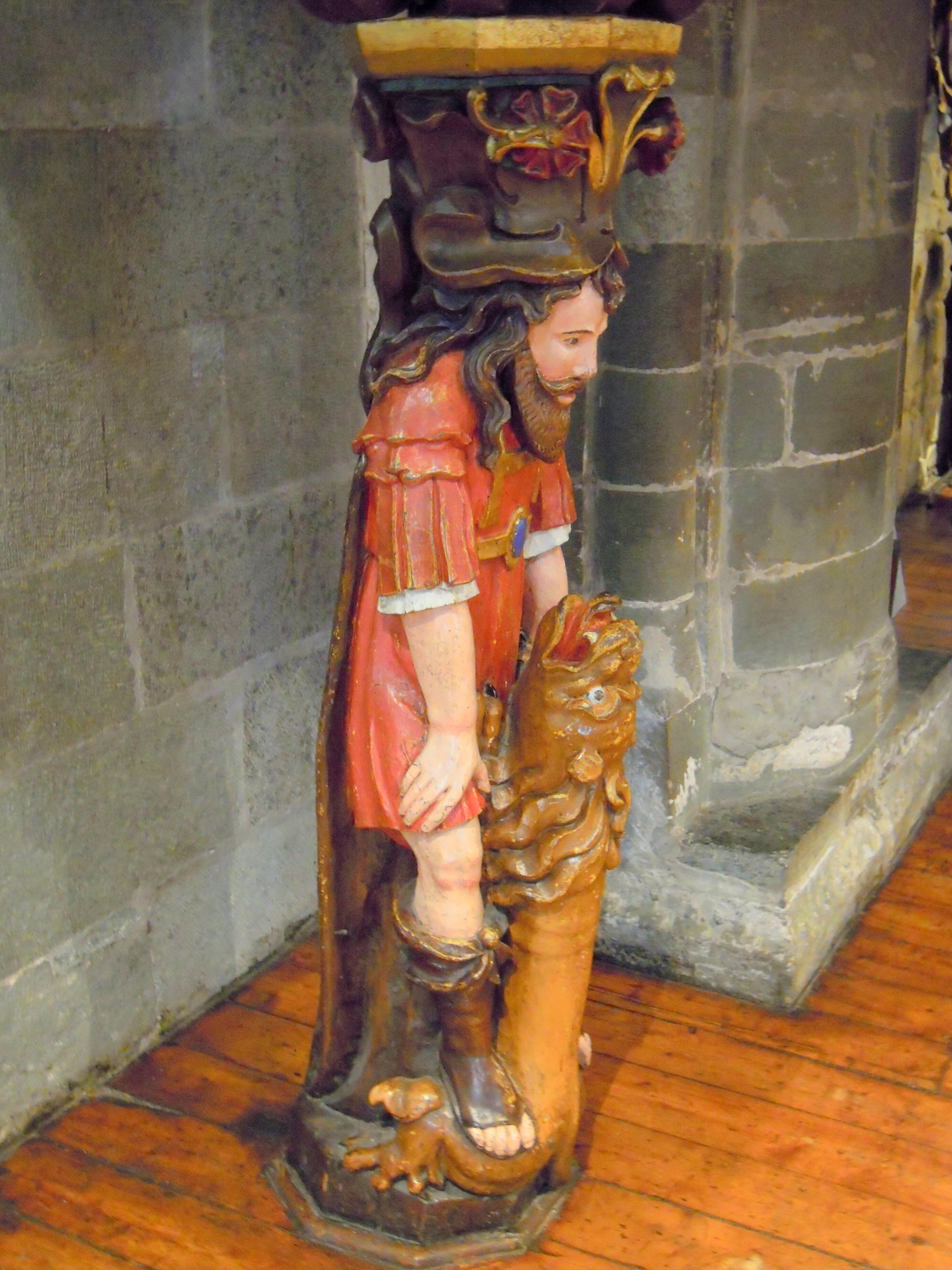
Simson dräper lejonet, kolonnskulptur under predikstolen i Stavangers domkyrka
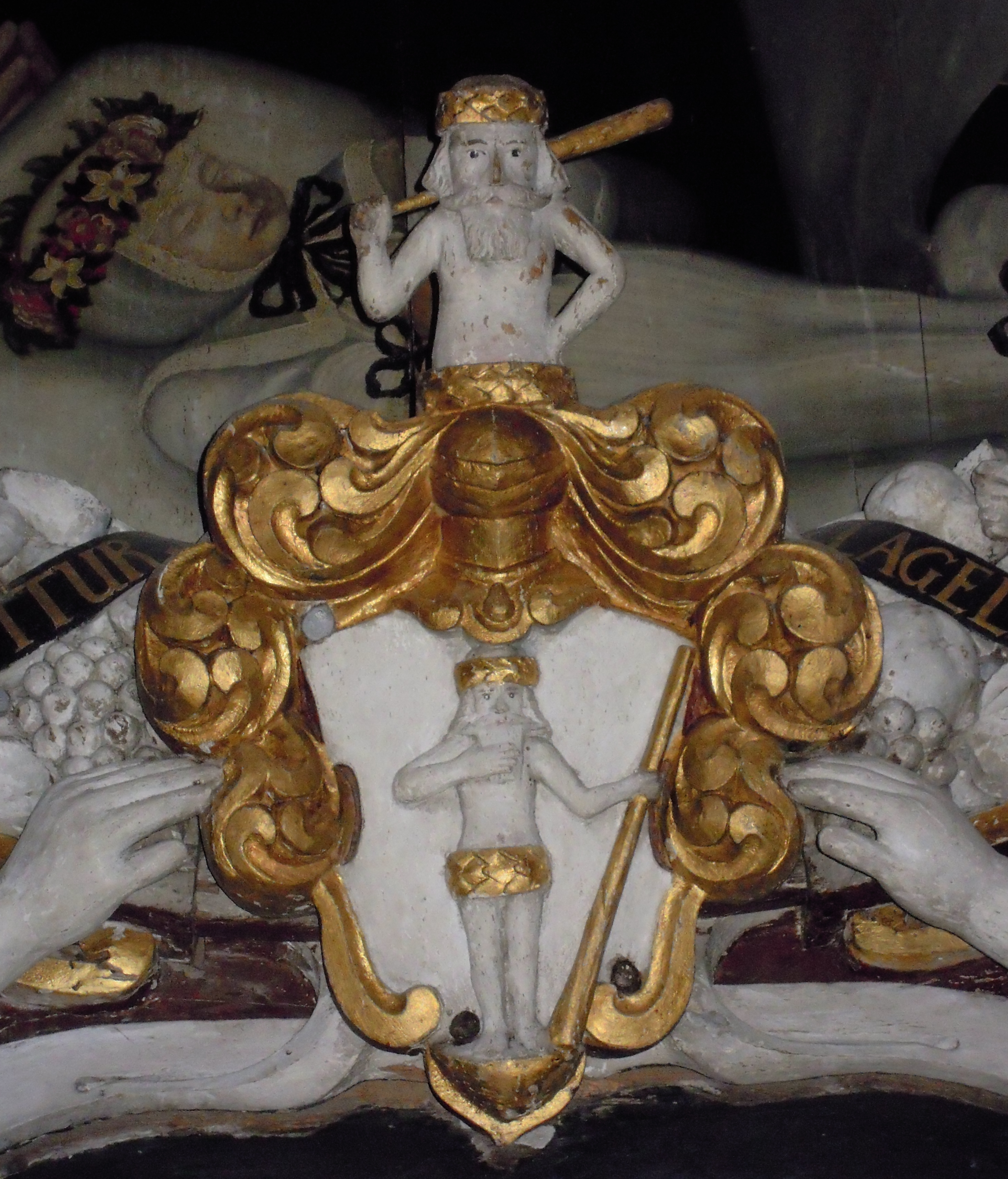
Vapensköld för Matias Tausan i Stavangers domkyrka, skuren till etafiet för Tausan och hans två fruar